# Tepatlaxco de Hidalgo
Tepatlaxco de Hidalgo är en ort i Mexiko.   Den ligger i kommunen Acajete och delstaten Puebla, i den sydöstra delen av landet, 130 km öster om huvudstaden Mexico City. Tepatlaxco de Hidalgo ligger 2 351 meter över havet och antalet invånare är 15 084.
Terrängen runt Tepatlaxco de Hidalgo är kuperad norrut, men söderut är den platt. Runt Tepatlaxco de Hidalgo är det tätbefolkat, med 369 invånare per kvadratkilometer. Närmaste större samhälle är Amozoc de Mota, 8,6 km väster om Tepatlaxco de Hidalgo. Trakten runt Tepatlaxco de Hidalgo består till största delen av jordbruksmark.